# Alexander Straßner
Alexander Straßner (* 1974 in Zwiesel) ist ein deutscher Politikwissenschaftler und Hochschullehrer.

## Leben
Nach seinem Abitur am Gymnasium Zwiesel studierte er ab 1995 Politikwissenschaft, Soziologie, Geschichte und Germanistik an der Universität Passau und schloss 2000 mit dem Magister Artium ab. Von 1998 bis 2002 war er freier Mitarbeiter beim Hessischen Rundfunk. Im Jahr 2002 legte er im April das Staatsexamen in Pädagogik, Psychologie und Sozialkunde ab und promovierte im Juli in Politikwissenschaft bei Martin Sebaldt über die dritte Generation der Roten Armee Fraktion. Er war zwischen 2001 und 2003 mit Unterbrechungen wissenschaftlicher Mitarbeiter am Passauer Lehrstuhl Heinrich Oberreuters und von 2003 bis 2005 wissenschaftlicher Assistent am Lehrstuhl für Vergleichende Politikwissenschaft (Schwerpunkt Westeuropa) der Universität Regensburg. Seit 2005 ist Straßner Akademischer Rat am Institut für Politikwissenschaft der Universität Regensburg, seit Oktober 2012 als Oberrat. Er hat Lehraufträge an anderen Hochschulen (Fachhochschule des bfi Wien, noch laufend, Universität der Bundeswehr München, abgeschlossen). 2013 habilitierte er sich in Politikwissenschaft. Seine Habilitationsschrift befasste sich mit Militärdiktaturen im 20. Jahrhundert und setzte sich kritisch mit deren Modernisierungspotentialen auseinander. 2019 wurde er zum außerplanmäßigen Professor im Fach Politikwissenschaft an der Universität Regensburg ernannt.

## Dissertation
Straßners Dissertation über die dritte Generation der Roten Armee Fraktion schloss eine Forschungslücke, die durch die extrem spärlichen öffentlich verfügbaren Informationen über diese ab Mitte der 1980er Jahre aktive neuformierte Kommandoebene der RAF entstanden war. Während über die erste und zweite Generation der RAF, die in den 1970er Jahren aktiv gewesen waren, eine breite mediale und wissenschaftliche Auseinandersetzung stattgefunden hatte, gab es bis zu Straßners Arbeit keine vertiefte Auseinandersetzung mit der dritten Generation. Die lange fehlenden oder von den Behörden aus ermittlungstaktischen Gründen zurückgehaltenen Informationen zu deren Personen, Strukturen und Verantwortlichkeiten für Anschläge hatten für die weite Verbreitung der Verschwörungstheorie gesorgt, die dritte Generation sei gar nicht existent und nur ein Konstrukt von Behörden, um deren eigene Aktivitäten zu rechtfertigen und geheimdienstliche Aktionen unter falscher Flagge zu verschleiern (insbesondere Gerhard Wisnewskis Buch Das RAF-Phantom). Straßner nannte als „Primärmotivation“ für seine Beschäftigung mit dem Thema, „[d]en Gerüchten um ein ,Phantom‘ dritte RAF-Generation … entschieden und endgültig entgegen zu treten und den behördlichen Maßnahmen der Terrorismus-Bekämpfung eventuell auf die eine oder andere Weise zuzuarbeiten.“
Straßner ging es dabei um eine Strukturierung und Typologisierung, die idealtypisch den Zerfallsprozess einer terroristischen Organisation schildern sollte, und ging von system- und extremismustheoretischen Annahmen aus. Sein Buch wird überwiegend positiv besprochen; so nennt es der zum westdeutschen Linksterrorismus der 1970er Jahre arbeitende Zeithistoriker Stephan Scheiper einen „Meilenstein“ und lobt die „Erschließung und Analyse der Quellen“ als vorbildlich, auch wenn er nicht alle Schlussfolgerungen teilt. Die Zeithistorikerin Annette Vowinckel hebt hervor, Straßner habe die Entwicklung dieser Generation sehr exakt rekonstruiert, hält seine Argumentation für überzeugend und das Buch für wichtig. Sie bemängelt, dass der Autor die Aussagen einiger parteilicher oder journalistischer Quellen unreflektiert übernommen und nicht mit den lebenden ehemaligen RAF-Mitgliedern selbst gesprochen habe. Der Soziologe Christian Hißnauer kritisiert, dass „nur der Argumentation genehme Aspekte berücksichtigt, andere wegdiskutiert“ würden.

## Werke
Monographien
- Die dritte Generation der „Roten Armee Fraktion“. Entstehung, Struktur, Funktionslogik und Zerfall einer terroristischen Organisation. Westdeutscher Verlag, Wiesbaden 2003, ISBN 3-531-14114-7, zugleich Dissertation, Universität Passau, 2002, Vorschau.
- mit Martin Sebaldt: Verbände in der Bundesrepublik Deutschland. Eine Einführung. Wiesbaden 2004.
- mit Ondrej Kalina, Stefan Köppl, Uwe Kranenpohl, Rüdiger Lang, Jürgen Stern: Grundkurs Politikwissenschaft. Einführung ins wissenschaftliche Arbeiten. Wiesbaden 2003.
- Militärdiktaturen im 20. Jahrhundert. Motivation, Herrschaftstechnik und Modernisierung im Vergleich. Springer, Wiesbaden 2013, ISBN 978-3-658-02155-9.

Herausgeberschaften
- mit Martin Sebaldt: Klassiker der Verbändeforschung. Wiesbaden 2006.
- mit Margarete Klein: Wenn Staaten scheitern. Theorie und Empirie des Staatszerfalls. Wiesbaden 2007.
- Sozialrevolutionärer Terrorismus. Theorie, Ideologie, Fallbeispiele, Zukunftsszenarien. Wiesbaden 2008.
- mit Martin Sebaldt: Aufstand und Demokratie. Counterinsurgency als normative und praktische Herausforderung westlicher Regierungssysteme. Wiesbaden 2011.

Sonstiges
- Terrorismus und Generalisierung. Gibt es einen Lebenslauf terroristischer Gruppierungen? In: Zeitschrift für Politik. Band 51, 2004, Heft 4, S. 359–383 (PDF).
- Artikel Terrorismus. In: Historisches Lexikon Bayerns. 23. Februar 2013.

## Belege
1. ↑  Alle Angaben zum Lebenslauf sind, soweit nicht anders angegeben, dem Lebenslauf (PDF) bei der Universität Regensburg entnommen.
2. ↑  Alexander Straßner: Die dritte Generation der „Roten Armee Fraktion“. Entstehung, Struktur, Funktionslogik und Zerfall einer terroristischen Organisation. Westdeutscher Verlag, Wiesbaden 2003, S. 6.
3. 1 2  Christian Hißnauer: Von Mythen, Legenden und Verschwörungstheorien – und wie man sie nicht widerlegt. Rezension. In: Ikonen. Magazin für Kunst, Kultur und Lebensart.
4. ↑  Alexander Straßner: Die dritte Generation der „Roten Armee Fraktion“. Entstehung, Struktur, Funktionslogik und Zerfall einer terroristischen Organisation. Westdeutscher Verlag, Wiesbaden 2003, S. 5.
5. ↑  Stephan Scheiper: Sammelrez: Rote Armee Fraktion (RAF). In: H-Soz-u-Kult, Juni 2005.
6. ↑  Annette Vowinckel: A Lack of Ideology or Anti-Americanism? In: H-Net Reviews, September 2006.

| Personendaten    | Personendaten                    |
| ---------------- | -------------------------------- |
| NAME             | Straßner, Alexander              |
| KURZBESCHREIBUNG | deutscher Politikwissenschaftler |
| GEBURTSDATUM     | 1974                             |
| GEBURTSORT       | Zwiesel                          |